# Siget (Bajska mikroregija, Mađarska)
Siget (mađ. Püspökpuszta) je selo u jugoistočnoj Mađarskoj.

## Zemljopisni položaj
Zapadno je ribnjak, zaštićeni krajolik zemljane gradine kod Dautova (Dávodi Földvári tó Természetvédelmi terület) je zapadno, Vomrud je jugozapadno, Santovo je jugoistočno, Čatalija je sjeveroistočno, Baračka je sjeverno. Nalazi se na 91 metar nadmorske visine. Od Dautova ga dijeli kanal Ferenc-tápcsatorna, oboje su istočno.

## Upravna organizacija
Upravno pripada bajskoj mikroregiji u Bačko-kiškunskoj županiji. Poštanski broj je 6524. Pripada Dautovu.

## Promet
Oko sela s triju strana ide lokalna cesta koja vodi do Dautova, Santova, Baračke, Čatalije, Vomruda, jezera Rinje i Novog Mohača.

## Turizam
U Sigetu se nalazi akvagan.

## Stanovništvo
2001. je godine u Sigetu živjelo 215 stanovnika.
U Mohaču je naziv za stanovnika i stanovnicu Sigeta Sigećanin i Sigećanka, a u Santovu se osobe iz Sigeta naziva Sigetac i Sigetkinja.

## Vanjske poveznice
- Kuća u Sigetu  Arhivirana inačica izvorne stranice od 29. kolovoza 2016. (Wayback Machine)
- Crkveni toranj u Sigetu  Arhivirana inačica izvorne stranice od 13. ožujka 2016. (Wayback Machine)